# سيلينة جنبية
السيلينة الجنبية  (باللاتينية: Silene fruticosa) نوع نباتي يتبع جنس السيلينة من الفصيلة القرنفلية. النبات جنبة، ومن هنا أخذ اسمه.

## الموئل والانتشار
موطنها مصر والمغرب العربي وقبرص واليونان وصقلية.